# Indigofera bijuga
Indigofera bijuga är en ärtväxtart som beskrevs av Wilhelm Gerhard Walpers. Indigofera bijuga ingår i släktet indigosläktet, och familjen ärtväxter. Inga underarter finns listade i Catalogue of Life.